# Parque do Sabiá

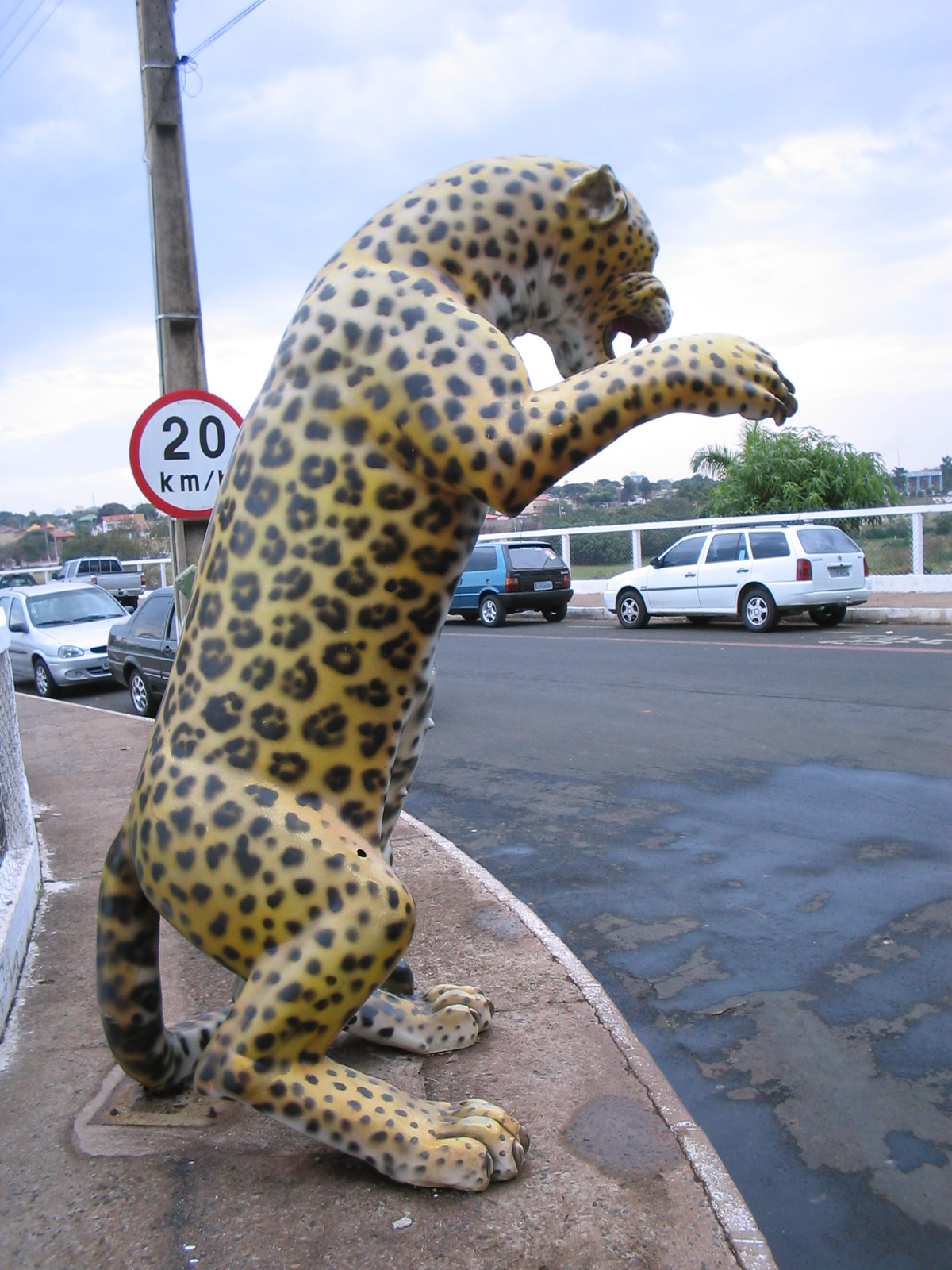
Entrada principal do Parque do Sabiá, representada pela onça.

O Parque do Sabiá é um parque municipal e zoológico localizado na Zona Leste de Uberlândia, Minas Gerais. Conta com 1,8 milhão de metros quadrados e está localizado entre os bairros Tibery e Santa Mônica, possuindo portarias de acesso por ambas as regiões.
O Parque possui uma significativa área verde, represa, bosque, trilhas, pista de caminhada e equipamentos de lazer e prática de exercícios, recebendo uma média de 10 mil visitantes ao dia. Aos sábados e domingos, a média chega a 25 mil frequentadores por dia.
A segurança do local é realizada por 5 agentes patrimoniais fixos nas portarias e mais 3 equipados com motos e bicicletas, que realizam rondas diurnas e noturnas. O parque é administrado pela FUTEL (Fundação Uberlandense de Turismo, Esporte e Lazer), que integra a Prefeitura Municipal de Uberlândia.

## História
Na década de 80, ainda sob o governo militar, o município era administrado pelo prefeito Virgílio Galassi. Com a construção da Universidade Federal de Uberlândia (UFU) no bairro Santa Mônica, Segismundo Pereira, o então dono das terras que viriam a se tornar o Parque do Sabiá, fez a doação de suas propriedades para a prefeitura.
Anos depois, sob o fim do mandato do prefeito Renato de Freitas e o início do novo mandato de Virgílio Galassi, foi iniciado um projeto que contemplava reserva florestal, zoológico, estádio e parque infantil na zona leste da cidade. Com a venda dos terrenos doados por Segismundo Pereira, foi iniciada a construção do parque em sete de julho de 1977.
Em 27 de maio de 1982, o Estádio Parque do Sabiá foi palco de uma partida de futebol envolvendo a seleção brasileira e a seleção da Irlanda, tendo o placar final de 7 a 0. O amistoso, que antecedeu a Copa do Mundo de 1982, marcou a inauguração do estádio e contou com um público de 72.733 pessoas, tendo sido o maior público do estádio até hoje.

Em 7 de novembro de 1982 foi inaugurado o complexo por inteiro.

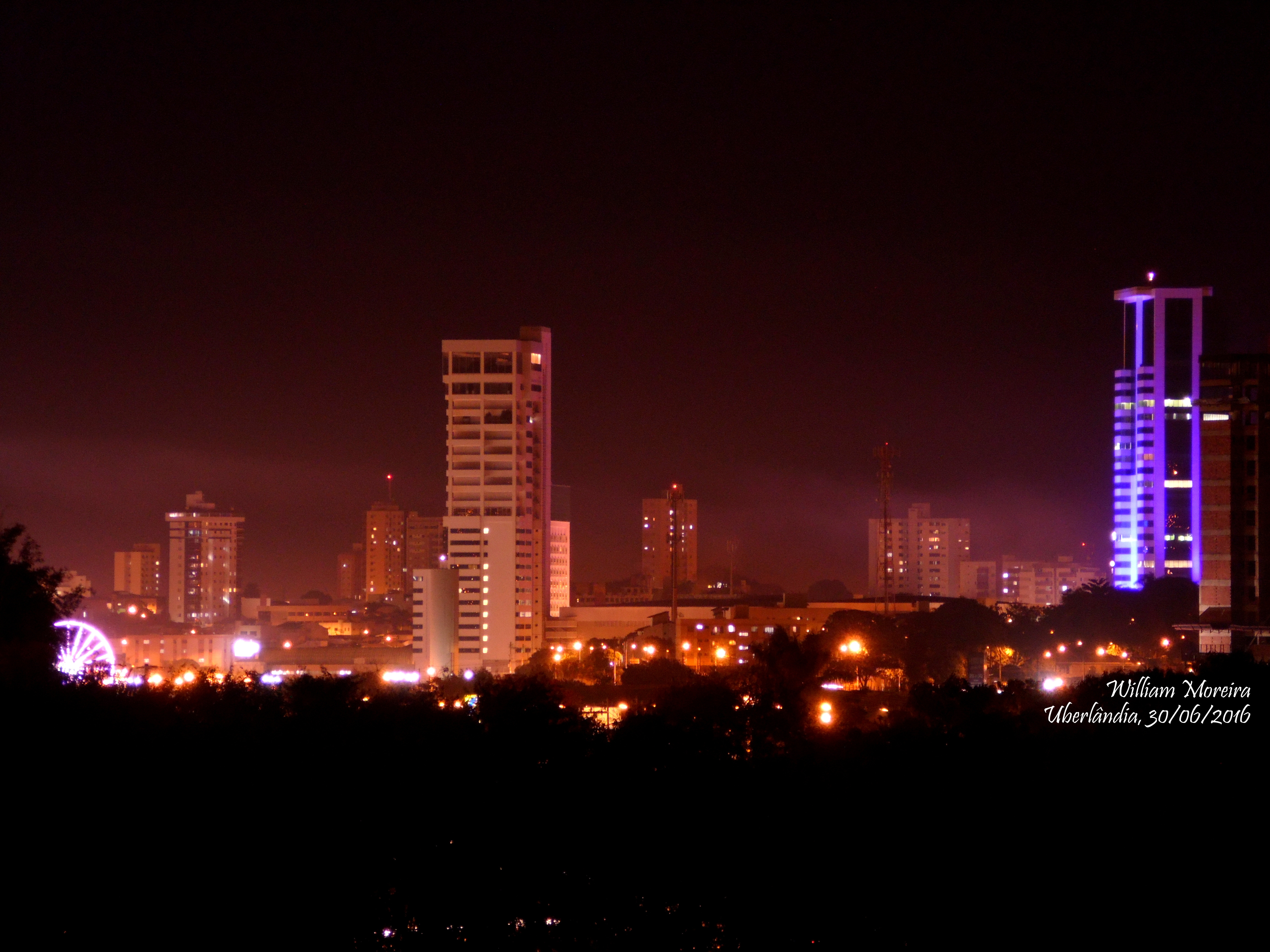
Vista parcial de Uberlândia, da ponte da Lagoa do Parque do Sabiá.

## Estrutura do Complexo

### Zoológico
O zoológico foi criado pela necessidade de promoção, valorização e preservação da fauna brasileira e do cerrado e mata atlântica, biomas característicos da região do Triângulo Mineiro. O recinto dos animais é uma zona cercada do parque, que abriga espécies de patos, pavões, teiús, pacas, capivaras, micos, cotias que vivem soltos na reserva florestal, evitando que qualquer um escape para as demais áreas do parque.
O local é largamente arborizado, contando com mais de 300 espécies catalogadas de vegetais, além de 200 espécies de animais. O zoológico conta com autorização do IBAMA e todos os animais são mantidos em recintos apropriados, dando a cada espécie condições adequadas de sobrevivência. Para garantir as condições de sobrevivência dos animais, o parque mantém uma equipe de veterinários e biólogos no local.

### Bacia hidrográfica
O parque conta com três nascentes que são preservadas na sua totalidade, sendo mantida a vegetação natural que as protege. As nascentes são responsáveis pelo abastecimento das sete represas existentes no parque. Em uma delas foi construída uma praia artificial. Devido à qualidade da água nascente no parque, as duas piscinas são abastecidas com água limpa e corrente. O parque mantém professores especializados para dar aulas de natação gratuitas para o público frequentador.

### Piscicultura
O parque conta com uma estação de piscicultura e produção de alevinos que é utilizada para repovoar os rios da região. Os peixes também recebem cuidados especiais e controle de temperatura.
Alunos das escolas municipais, estaduais, particulares e da UFU utilizam a estação para realizar pesquisas e trabalhos escolares relativos à produção de peixes. Além da produção de alevinos, o parque comporta 36 aquários e 36 espécies diferentes de peixes, crustáceos e répteis.

### Meteorologia
A Estação de Meteorologia realiza estudos sobre as variações climáticas no município, registra dados sobre temperaturas máxima e mínima, pluviosidade, umidade relativa do ar e direção e velocidade do vento. Os dados são repassados diariamente para Belo Horizonte.

### Centro Ambiental
O complexo Parque do Sabiá conta com um Centro de Educação Ambiental, que tem como principal objetivo divulgar a importância da preservação do meio ambiente. A "Casa Ambiental"  oferece às escolas e frequentadores do parque palestras, vídeos, cursos e apresentações teatrais, além do desenvolvimento de trabalhos que conscientizem as pessoas sobre problemas existentes no parque e maus-tratos aos animais.

## Estrutura esportiva e de lazer do Complexo

### Quadras
O complexo possui cinco quadras situadas no parque infantil, sendo utilizadas para aulas de dança, ginástica, basquete, handebol, futsal e vôlei.

### Pista
A pista de caminhada tem 5 quilômetros de extensão para a prática de corrida e caminhada, além de possibilitar o uso de patins, skate, bicicletas e patinetes em horários específicos.

### Campos
O complexo Parque do Sabiá possui sete campos de futebol com medidas variadas, identificados de A a G. Esses campos são utilizados durante a semana para atividades das escolinhas da Futel e, aos sábados e domingos, para disputas de campeonatos diversos, sendo cedidos também para "rachas" da comunidade organizada.

### Piscinas
O parque conta com uma piscina de 50 metros, abastecida com água limpa e corrente, disponível para uso dos frequentadores durante os domingos. Além disso, a Futel realiza aulas gratuitas de natação e hidroginástica durante a semana com profissionais especializados. De terça a sexta, elas são utilizadas nos dois períodos para as aulas da escolinha de natação, que reúne crianças, adolescentes e adultos. Aos sábados e domingos, as piscinas são utilizadas pela comunidade.

### Mundo da Criança
O Parque Infantil conta com estruturas de lazer e brinquedos, além de um trenzinho.
Ciclofaixa
Desde abril de 2016, o ciclismo no Parque do Sabiá pode ser realizado em horários específicos.

### Demais estruturas
- Recantos contemplativos com cascatas e rodas de água
- 300 espécies de árvores nativas
- Equipamentos para a prática de alongamento e musculação
- Telefones públicos com formato de animais
- Pedalinhos
- Nova Sede da Futel
- Pista de Skate
- Horto Municipal[8]
- Jardim Sabiá, um local com decorado com lago, praça com bancos, pergolados e caminhos de pedras[9]

## Estádio Parque do Sabiá
O Estádio Municipal Parque do Sabiá é um estádio multiuso localizado na Zona Leste da cidade brasileira de Uberlândia. É atualmente usado para jogos de futebol, sendo o maior estádio do interior de Minas Gerais, segundo maior do estado e maior do interior brasileiro. Possui capacidade para 53.350 pessoas, de acordo com o Cadastro Nacional de Estádios de Futebol, editado pela CBF em 2009, sendo um dos dez maiores estádios do Brasil e o 93° maior do mundo. É de propriedade da Prefeitura de Uberlândia e tem o Uberlândia Esporte Clube, a Unitri e o CAP Uberlândia como representantes.

## Área
- Possui uma área de 1.850.000 m².
- Abrange um Bosque de 350.000 m² de área verde.
- É o maior parque urbano do Triângulo Mineiro.[carece de fontes?]

## Galeria de fotos do Parque do Sabiá

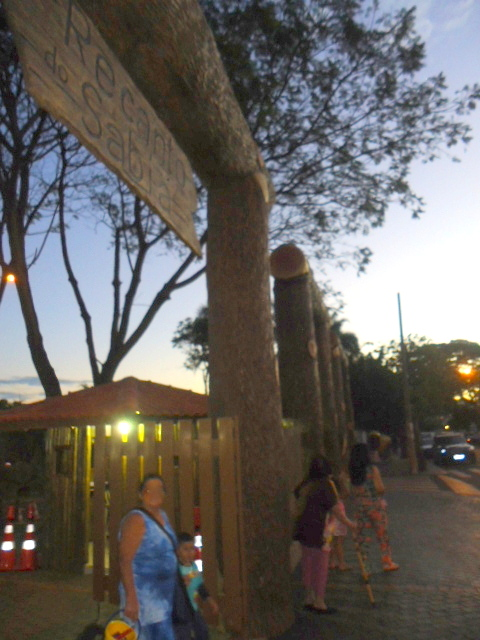
Entrada do Parque do Sabiá - Uberlândia.
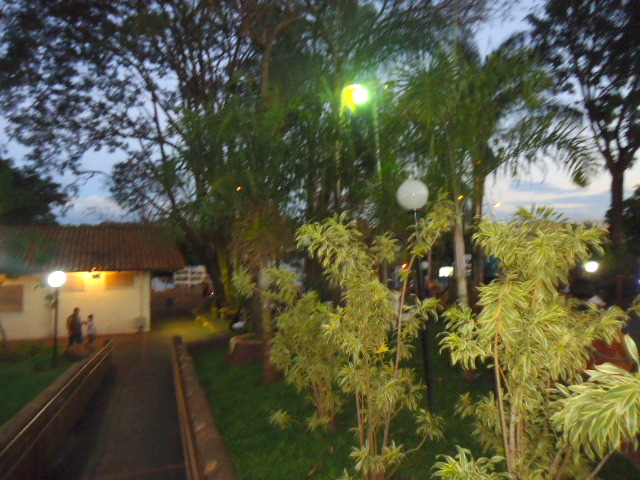
Corredor de entrada para deficientes no Parque do Sabiá - Uberlândia.
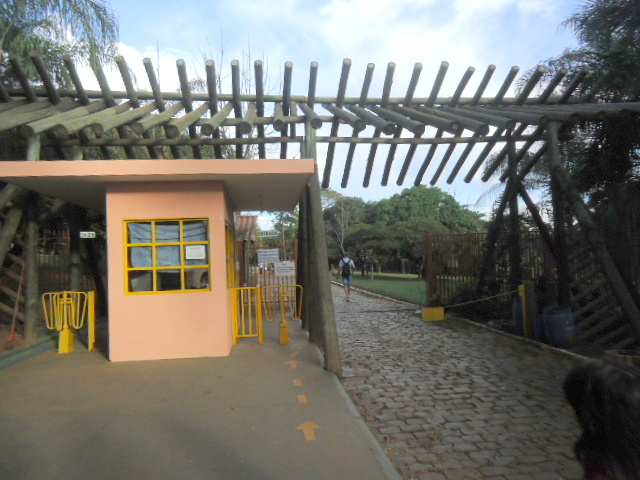
Entrada do Zoológico de Uberlândia, no interior do Parque do Sabiá, zona leste da cidade.
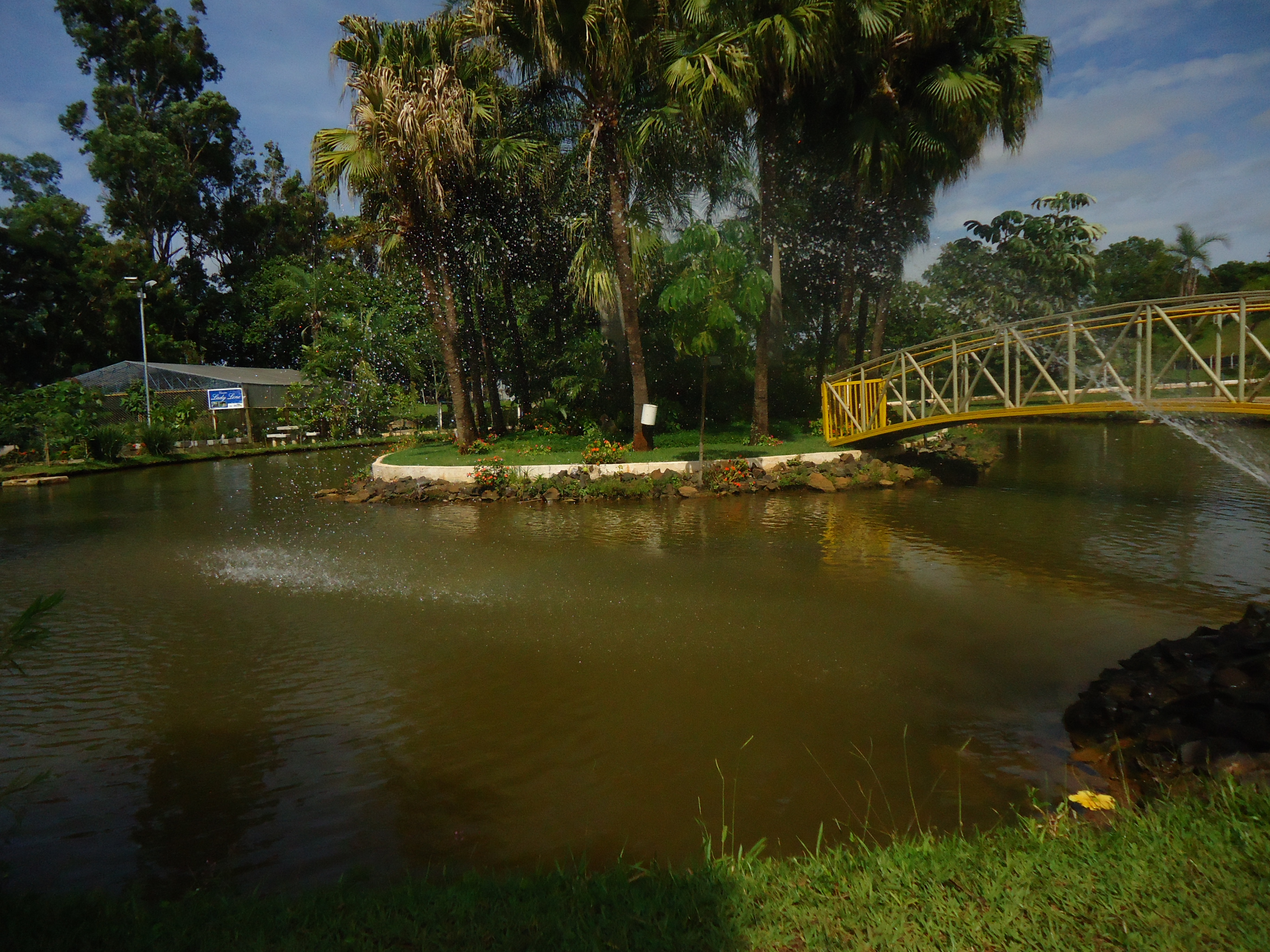
Bosque Lady Lene, no Parque do Sabiá, na Zona Leste de Uberlândia.
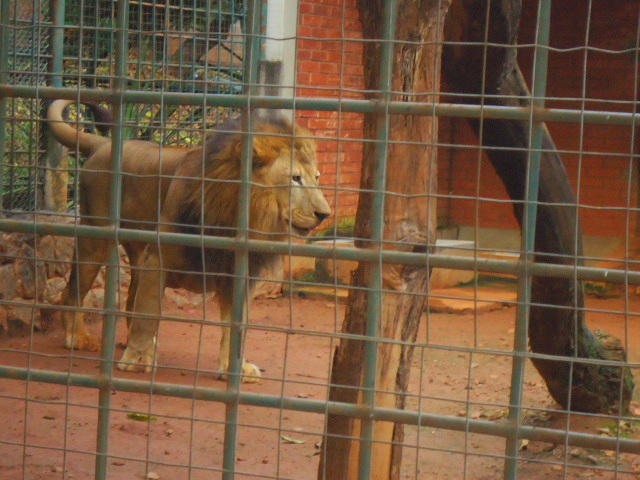
Léo, o leão do Parque do Sabiá, zona leste de Uberlândia.
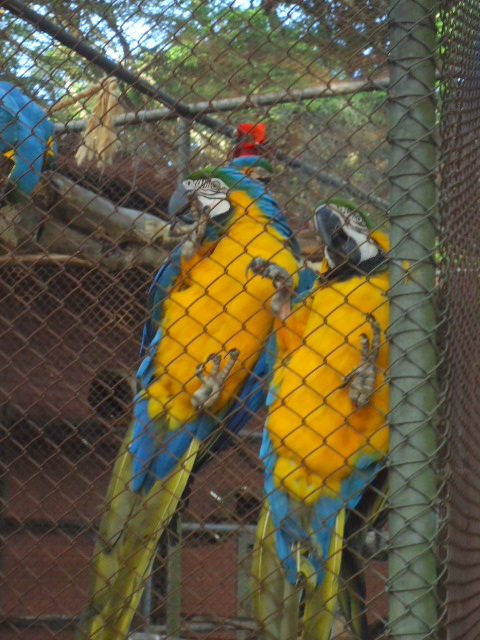
Araras no Parque do Sabiá, em Uberlândia.
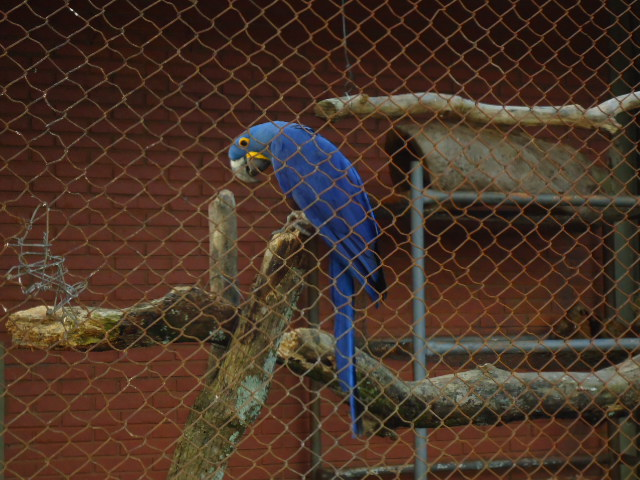
Arara azul no Parque do Sabiá - Uberlândia.
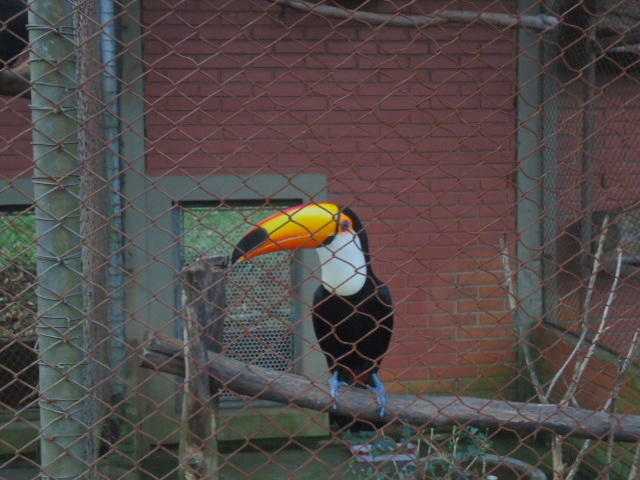
Tucano típico no Parque do Sabiá, em Uberlândia.